# European Journal of Organic Chemistry
Das European Journal of Organic Chemistry, üblicherweise mit Eur. J. Org. Chem. abgekürzt, ist eine Peer-Review-Fachzeitschrift, die seit 1998 vom Wiley-VCH Verlag herausgegeben wird. Sie behandelt Themen aus den Gebieten der organischen Chemie, der Biochemie und der physikalisch-organischen Chemie. Die Zeitschrift erscheint in 36 Ausgaben pro Jahr (drei im Monat).
Im European Journal of Organic Chemistry sind 1998 folgende europäische Chemiezeitschriften vereint worden:
- Liebigs Annalen  dann Liebigs Annalen – Recueil
- Recueil des Travaux Chimiques des Pays-Bas dann Liebigs Annalen – Recueil
- Bulletin des Sociétés Chimiques Belges
- Bulletin de la Société Chimique de France
- Gazzetta Chimica Italiana
- Anales de Química
- Chimika Chronika
- Revista Portuguesa de Química
- ACH-Models in Chemistry

Der Impact Factor lag im Jahr 2019 bei 2,889. Nach der Statistik des ISI Web of Knowledge wird das Journal mit diesem Impact Factor in der Kategorie organische Chemie an 19. Stelle von 57 Zeitschriften geführt.